# Équipe de Tunisie de volley-ball en 1976
L'équipe de Tunisie de volley-ball se contente de la deuxième place au championnat d'Afrique 1976 à Tunis. Cette place lui assure quand même sa qualification directe pour le championnat du monde 1978 organisé en Italie.

## Matchs
| Date | Lieu  | Adversaire          | Score                      | Durée | Compétition | Meilleur marqueur | Référence |
| 1976 | Tunis | Maroc               | 3-1                        | -     | CHAN        | -                 |           |
| 1976 | Tunis | République du Congo | 3-0 (15-6 15-9 15-7)       | -     | CHAN        | -                 |           |
| 1976 | Tunis | Sénégal             | 3-0 (15-4 15-12 15-7)      | -     | CHAN        | -                 |           |
| 1976 | Tunis | Égypte              | 1-3 (16-14 5-15 3-15 9-15) | -     | CHAN        | -                 |           |

CHAN : match du championnat d'Afrique 1976.